# Piekiełko (Mława)
Piekiełko – część miasta Mława w województwie mazowieckim. 
Włączona do Mławy 1 stycznia 2004 roku, przed wcieleniem była to wieś położona w województwie warmińsko-mazurskim, w powiecie działdowskim, w gminie Iłowo-Osada.
W latach 1975–1998 miejscowość położona była w województwie ciechanowskim.